# Поети-хеджисти
Поети-хеджисти — загальна назва в турецькій літературі п'ятьох поетів, які писали вірші силабічним розміром («хедже») і розмовною народною турецькою мовою, відповідно до поглядів руху національної літератури, після першої конституційної монархії.
П’ятеро поетів, які увійшли до цього літературного об'єднання - це Орхан Сейфі Орхон, Еніс Бехіч Кор'юрек, Халіт Фахрі Озансой, Юсуф Зія Ортач і Фарук Нафіз Чамлибель.
Зія Ґьокальп мав великий вплив на «Поетів-хеджистів», які почали писати вірші під час Першої світової війни та війни за незалежність і прославилися своїми віршами, написаними арузом, а згодом почали писати вірші турецькою мовою і силабо-тонічним віршем "хедже". Вони  відомі переважно своїми поезіями, але працювали вони майже в усіх жанрах літератури. Поети-хеджисти використовували "хедже" і у театральних постановках. Вони активно використовували 11-ти складовий віршовий розмір відповідно до національного смаку.
У цих поетів немає спільної мистецької декларації, та й у їхніх поглядах на мистецтво та літературу немає абсолютної єдності. Помітна певна розрізненість і в способах розкриття тематики. Вони приділяють значне місце таким темам, як героїзм, кохання, жінка, туга, розлука, ревнощі, потреба у вірі, природні образи, спогади, смерть, самотність і батьківщина.
Після переходу до складового віршування вони найбільше писали в стилі кошма (народної пісні), створивши успішні зразки у формах семаї, тюркю та мані. Поети-хеджисти також представили приклади форм західної поезії: перехресної рими, охопної рими, терца-рими, сонета, суцільної рими. Вони писали свої вірші у вільних формах з трирядковими, чотирирядковими, п'ятирядковими, шестирядковими, семирядковими та восьмирядковими строфами. У віршуванні вважали риму необхідною, але прагнули до того, щоб вона виникала природно, а не силувано. Замість неповної рими вони використовували повну, металеву та багату риму. Широко застосовують редиф як елемент милозвучності.
Поети-хеджисти наполягали на використанні і поширенні простої турецької мови та зробили вагомий внесок у турецьку літературу, помістивши у неї розмовну просту турецьку мову.
Вплив поетів-хеджистів послабився, коли турецька поезія почала повертатися до вільного вірша.

## Джерело
1. 1 2  Hülya Ürkmez, Beş Hececiler'in Şiir Anlayışları ve Şiirleri Üzerine Bir Araştırma, Ankara Üniversitesi Sosyal Bilimler Enstitüsü Doktora Tezi, Ankara, 2009 (PDF). Архів оригіналу (PDF) за 4 березня 2016. Процитовано 16 Eylül 2014. {{cite web}}: Недійсний |dead-url=evet (довідка)
2. 1 2 3  Cennet Çapa Cebi, Beş Hececilerde Halk Edebiyatı Unsurları, Süleyman Demirel Üniversitesi Sosyal Bilimler Enstitüsü Yüksek Lisans Tezi, Isparta, 2001 (PDF). Архів оригіналу (PDF) за 9 березня 2014. Процитовано 16 Eylül 2014. {{cite web}}: Недійсний |dead-url=evet (довідка)